# Роже Де Вілде
Роже Де Вілде (5 квітня 1940 — 26 грудня 2019) — бельгійський ватерполіст.
Учасник Олімпійських Ігор 1960, 1964 років.